# Joseph Cedar
Yossef "Joseph" Cedar (Nova Iorque, 31 de agosto de 1968) é um roteirista e cineasta norte-americano. Como reconhecimento, foi nomeado ao Oscar 2012 na categoria de Melhor Filme Estrangeiro por He'arat Shulayim.